# Општина Александру Влахуца (Васлуј)
Александру Влахуца (рум. Alexandru Vlăhuţă) општина је у Румунији у округу Васлуј.
Oпштина се налази на надморској висини од 160 m.